# Hieróglifos da Anatólia

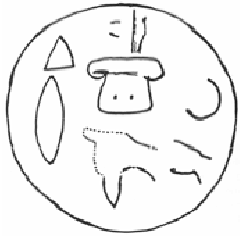
Desenho de selo hieroglífico encontrado na camada de Troia VIIb

Os Hieróglifos Anatólicos se constituem numa escrita logofráfica (iso 15 924 = Hluw) nativa da Anatólia Central constituída de 500 símbolos. Antes eram mais conhecidos como hieróglifos hititas, mas a língua que os usava foi mais recentemente identificada como o luvita Hieroglífico, não a língua hitita. Hoje, portanto, o termo correto é “Hieróglifos Luvitas”. Sua tipologia é bastante assemelhada à dos Hieróglifos Egípcios, embora os Luvitas não descendam dos Egípcios, nem há indícios que tenham tido um papel mais sagrado como ocorreu no antigo Egito. Também não se demonstrou ligações com o silabário da escrita cuneiforme da língua hitita.